# 産声チェインソー
『産声チェインソー』（うぶごえチェインソー）は、THE BACK HORNのライブ・アルバム。

## 概要
2005年8月24日に期間限定生産盤として廉価で発売。同年9月22日に通常盤として再発された。

## 収録曲
1. 鍵〜overture〜
2. 扉
3. 運命複雑骨折
4. コバルトブルー
5. 幸福な亡骸
6. 雨
7. 無限の荒野
8. 墓石フィーバー
9. ヘッドフォンチルドレン
10. 泣いている人
11. 涙がこぼれたら
12. サニー
13. 光の結晶
14. キズナソング